# Championnat des Bermudes de football 1970-1971
Navigation
Saison 1964-1965 Saison 1972-1973
La saison 1970-1971 du Championnat des Bermudes de football est la huitième édition de la Premier Division, le championnat de première division aux Bermudes. Les huit formations de l'élite sont réunies au sein d'une poule unique où elles s'affrontent deux fois au cours de la saison. À l'issue du championnat, pour permettre le passage à dix équipes, il n'y a pas de relégation et les deux meilleures formations de deuxième division sont promues.
C'est le Pembroke Hamilton Club qui remporte la compétition cette saison après avoir terminé en tête du classement final, ne devançant le quadruple tenant du titre, le Somerset Cricket Club qu'à la différence de buts. Il s’agit du tout premier titre de champion des Bermudes de l'histoire du club, qui réussit le doublé en s'imposant en finale de la Coupe des Bermudes face aux Devonshire Colts.

## Les clubs participants
- Young Men's Social Club
- Somerset Cricket Club
- Academicals FC
- St George's Colts
- Pembroke Hamilton Club
- Bombardiers FC
- North Village Community Club
- Devonshire Colts

## Compétition
Le barème de points servant à établir le classement se décompose ainsi :
- Victoire : 2 points
- Match nul : 1 point
- Défaite : 0 point

### Classement
| Rang | Équipe                       | Pts | J  | G | N | P | Bp | Bc | Diff |
| ---- | ---------------------------- | --- | -- | - | - | - | -- | -- | ---- |
| 1    | Pembroke Hamilton ClubC      | 19  | 14 | 7 | 5 | 2 | 28 | 16 | +12  |
| 2    | Somerset Cricket ClubT       | 19  | 14 | 9 | 1 | 4 | 31 | 21 | +10  |
| 3    | Devonshire Colts             | 16  | 14 | 6 | 4 | 4 | 28 | 13 | +15  |
| 4    | North Village Community Club | 16  | 14 | 5 | 6 | 3 | 25 | 19 | +6   |
| 5    | St George's Colts            | 12  | 14 | 4 | 4 | 6 | 13 | 16 | -3   |
| 6    | Young Men's Social Club      | 12  | 14 | 4 | 4 | 6 | 21 | 26 | -5   |
| 7    | Academicals FC               | 10  | 14 | 3 | 4 | 7 | 22 | 22 | 0    |
| 8    | Bombardiers FC               | 8   | 14 | 2 | 4 | 8 | 19 | 36 | -17  |

|  | Champion des Bermudes 1970-1971                            |
|  | T : Tenant du titre C : Vainqueur de la Coupe des Bermudes |

## Bilan de la saison
| Championnat des Bermudes de football 1970-1971 |                                    |
| Champion                                       | Pembroke Hamilton Club (1er titre) |
| Coupes et trophées                             |                                    |
| Vainqueur de la Coupe des Bermudes 1970-1971   | Pembroke Hamilton Club             |
| Qualifications continentales                   |                                    |
| Coupe des champions de la CONCACAF 1972        | Aucun                              |
| Promotions et relégations                      |                                    |
| Promus en Premier Division                     | Hotels International FC            |
| Promus en Premier Division                     | BAA Wanderers                      |
| Relégués en Second Division                    | Aucun                              |